# Lisa Stansfield
Lisa Jane Stansfield (Mánchester, Inglaterra, 11 de abril de 1966) es una cantante de pop independiente británica. Su música está dirigida a un público adulto y sofisticado. Su estilo tiene influencias de los géneros pop y jazz, con incursiones en la Música electrónica y club.

## Biografía
Antes de iniciar su carrera en solitario, fue la vocalista del grupo The Blue Zone con éxitos como «Jackie» o «Big thing» y posteriormente colaboró en el disco de Coldcut con el sencillo «People Hold On» en 1988. Entró de lleno en la popularidad con Affection en 1989, disco de platino con más de 5.000.000 de copias vendidas que incluía sus éxitos «All Around the World» (Mejor canción internacional del año) y «This is the right time». Tanto este disco como el siguiente, Real Love, están influenciados por el sonido disco y motown de los años 70 de Barry White (arreglos, ritmo e, incluso, la técnica de Stansfield). Real Love incluye el éxito Change, que llegó a ser muy popular en emisoras de Europa y Canadá. 
En 1992 actuó en el Tributo a Freddie Mercury junto con los miembros supervivientes de Queen interpretando «I Want to Break Free» y «These Are The Days Of Our Lives» (esta última junto a George Michael).
En 1991 y 1992, ganó el premio Brit como mejor artista femenina británica. Al año siguiente edita exclusivamente en Europa su tercer trabajo So Natural con temas como «Little Bit of Heaven» o «In All the Right Places» (este último incluido en la banda sonora del filme Indecent Proposal protagonizado por Robert Redford y Demi Moore). También fue muy exitoso un sencillo, «Someday (I'm Coming Back)» compuesto para la película El Guardaespaldas, con Kevin Costner y Whitney Houston. Se lanzó en Gran Bretaña el 7 de diciembre de 1992 y en otros países de Europa a principios de 1993.  
Tras un retiro prolongado, regresó a los escenarios en 1997 con un LP titulado como su nombre, Lisa Stansfield, con el que obtuvo de nuevo éxito con temas como «The real thing», un versión de la canción de Barry White, «Never, never gonna give you up» y una remezcla de su antiguo éxito con Coldcut «People hold on». Con este trabajo alcanza el número dos en la lista de ventas inglesas.
En 1998 se casa con Ian Devaney, guitarrista, teclista, productor y exmiembro de Blue Zone. Al año siguiente participa como actriz y en la banda sonora de la comedia Swing. Ya en 2001 da un cambio a su sonido y estilo, actualizando su música y edita Face up, con temas como «Let's just call it love» o «8-3-1», en los que emplea con sutileza efectos y sonidos más electrónicos acompañados con su peculiar voz y sus acompañamientos vocales de segundo plano. Pese a ello, solo consigue colocarse en la posición 38 en la lista de ventas británica.
En 2003 y con aromas de despedida, su discográfica de siempre, BMG Ariola, edita Lisa Stansfield: Biography, the greatest hits, un CD con sus mejores temas y un segundo CD especial de remezclas que consigue llegar al número tres de ventas en Inglaterra. Ese mismo año rompe su relación con BMG/Ariola y ficha por el sello británico ZTT y saca al mercado su sexto álbum de estudio The Moment, en el año 2004. Destacan temas como «Treat Me Like a Woman» y «If I Hadn't Got You», producidos por Trevor Horn, quien es conocido por sus trabajos con Paul McCartney, Seal, Frankie Goes to Hollywood, entre otros. Esta vez apuesta por un estilo más sencillo, cercano a un sonido más pop y acústico.
En 2005, obtiene el premio "Women's World Award" en la categoría de arte.

## Discografía
- 1989: Affection
- 1991: Real Love
- 1993: So Natural
- 1993: Five Live
- 1996: In Session
- 1997: Lisa Stansfield
- 1998: The Remix Album
- 1999: Swing
- 2001: Face Up
- 2003: Biography: The Greatest Hits
- 2003: The Complete Collection
- 2004: The Moment
- 2014: Seven
- 2015: Live in Manchester
- 2018: Deeper